# Burg Eintürnenberg
Die Burg Eintürnenberg ist eine abgegangene Höhenburg im heutigen Siedlungsbereich Eintürnenberg des Stadtteils Eintürnen der Stadt Bad Wurzach im Landkreis Ravensburg in Baden-Württemberg.
Die in der Ortsmitte auf der Pfarrwiese gelegene Burg wurde erstmals 1171 erwähnt. 1437 wurde das Dorf mit dem Burgstall und dem Burghof an den Ravensburger Bürger Rudolf Möttelin verkauft, kam vor 1480 in den Besitz der Truchsessen von Waldburg und 1480 an die Herrschaft Wolfegg.